# دهستان ترکمان
ترکمان، دهستانی است از توابع بخش مرکزی شهرستان ارومیه در استان آذربایجان غربی ایران. زبان مردم این روستا ترکی آذربایجانی و مذهب آنها شیعه است‌.

## جمعیت
براساس سرشماری مرکز آمار ایران در سال ۱۳۹۵، جمعیت این دهستان برابر با ۱۰٬۰۱۷ نفر (۳٬۰۸۸ خانوار) بوده‌ است. 